# Lliga de Santo Antão Sud de futbol
La Lliga de Santo Antão de futbol (Sud) és la lliga regional de la zona sud de l'illa de Santo Antão, Cap Verd. És organitzada per l'Associação Regional de Futebol de Zona Sul do Santo Antão, ARFZSSA. El campió disputa la lliga capverdiana de futbol.

## Historial
Font:
- 1997-98: Académica do Porto Novo
- 1998-99: Marítimo (Porto Novo)
- 1999-00: Académica do Porto Novo
- 2000-02: no disputat, vegeu Lliga de Santo Antão
- 2002-03: Académica do Porto Novo
- 2003-04: no es disputà
- 2004-05: Académica do Porto Novo
- 2005-06: Sporting Clube do Porto Novo
- 2006-07: Sporting Clube do Porto Novo
- 2007-08: GDRC Fiorentina
- 2008-09: Sporting Clube do Porto Novo
- 2009-10: Marítimo (Porto Novo)
- 2010-11: Académica do Porto Novo
- 2011-12: Académica do Porto Novo
- 2012-13: Académica do Porto Novo
- 2013-14: Académica do Porto Novo
- 2014-15: Académica do Porto Novo
- 2015-16: Académica do Porto Novo
- 2016-17: Académica do Porto Novo
- 2017-18: Académica do Porto Novo
- 2018-19: Académica do Porto Novo